# General Transporter
Ayuk Ndifon Defcam, mais conhecido por seu pseudônimo "General Transporter" ou "General Transporter of Meme", (falecido em 31 de janeiro de 2023) foi um líder rebelde ambazoniano. Ativo principalmente no departamento de Meme, nos Camarões, teria liderado uma das maiores milícias separatistas da região até sua morte em batalha.

## Biografia
Desde 2017, a Região Noroeste e a Região Sudoeste dos Camarões são palco de uma guerra civil entre o governo camaronês e os separatistas ambazonianos. Ayuk Ndifon Defcam juntou-se aos rebeldes, passou a comandar uma milícia e adotou o pseudônimo de "General Transporter". Tais títulos e pseudônimos autoproclamados são típicos dos comandantes rebeldes ambazonianos, usados para evocar respeito e temor.
A lealdade faccional do General Transporter foi contestada. O International Crisis Group o descreveu como comandante das Forças de Defesa da Ambazônia (ADF), o site de notícias Cameroon Intelligence Report o definiu como um membro das Forças de Restauração dos Camarões do Sul, enquanto o site de notícias Mimi Mefo Info relatou um vídeo em que ele declarou lealdade às Forças de Defesa dos Camarões do Sul ("SOCADEF") (que é frequentemente confundida com as Forças de Restauração dos Camarões do Sul). De forma mais ampla, ele apoiou o Governo Interino da Ambazônia alargando o seu controle em territórios dominados pelos rebeldes. A sua milícia atacaria alvos governamentais em Meme, e também se envolveria em operações ao longo da estrada Mamfe-Kumba. No auge de seu poder, ele supostamente comandou "centenas" de combatentes e foi o "principal comandante da Ambazônia". Em Outubro de 2020, o governo camaronês culpou-o pelo massacre na escola de Kumba. Isto foi negado pelos separatistas que, em vez disso, responsabilizaram as forças de segurança camaronesas pelo tiroteio na escola.
O General Transporter e um comandante insurgente aliado, "General Bitter Cola", atacaram civis em Ediki-Mbalangi com porretes em maio de 2022. Os dois líderes rebeldes filmaram a agressão, declarando-a um ato de vingança depois que milicianos de Ediki-Mbalangi já haviam ajudado as forças de segurança camaronesas. Enquanto o General Transporter declarou o incidente como uma “missão de paz”, o General Bitter Cola ameaçou abertamente que “não poupamos ninguém – crianças, mães ou adultos são cúmplices”.  No mês de julho seguinte, o General Transporter organizou um ataque maior às tropas governamentais em Ikiliwindi, Meme. Isto levou a ataques retaliatórios por parte dos militares contra a comunidade local. Em Outubro de 2022, ameaçou publicamente todos os soldados camaroneses estacionados em Kumba e arredores. Fontes governamentais afirmaram que o General Transporter acabou por se esconder na costa do Golfo da Guiné, antes de regressar à aldeia de Konye, perto de Kumba. Lá, ele teria planejado novos ataques. No entanto, as forças de segurança camaronesas surpreenderam e mataram o General Transporter ao lado de um a quatro de seus seguidores em Konye ou Wame em 31 de janeiro de 2023. O governo alegou que vários reféns também foram libertados na operação. Além de várias armas, uma bandeira da Ambazonia também foi encontrada no local da morte do líder rebelde.
O governo camaronês retratou a morte do General Transporter como um grande sucesso e posteriormente exibiu o seu cadáver ao público no cruzamento de Bicec em Kumba. O oficial superior de divisão Ntu'uh Ndong Chamberlain supervisionou a exibição. Os moradores locais geralmente não ficaram impressionados, com um fazendeiro argumentando que os militares já haviam matado "uns quatro Generais Transporters e este é o quinto", expressando a crença de que mais um líder separatista morto pouco se modificou. Em contraste, o vice-comandante das Forças de Defesa da Ambazônia, Capo Daniel, homenageou e elogiou o General Transporter por "representar os jovens da Ambazônia que defenderam os seus direitos à autodeterminação". Vários separatistas, como Capo Daniel e o vice-presidente Dabney Yerima do Governo Interino da Ambazônia, apelaram aos rebeldes para vingarem o comandante. Posteriormente, os separatistas realizaram uma série de ataques de represália em seu nome nas regiões anglófonas.

### Obras citadas
- Nkwain, Joseph (Julho de 2022). «Current Insights into the Evolution of Cameroon English: The Contribution of the 'Anglophone Problem'» (PDF). Athens: Athens Institute for Education and Research (ATINER). Athens Journal of Humanities & Arts. 9 (3): 233–260